# Викреманаяке, Ратнасири
Рантаси́ри Викреманая́ке (синг. රත්නසිරි වික්‍රමනායක, там. இரத்தினசிறி விக்கிரமநாயக்க, англ. Ratnasiri Wickremanayake; 5 мая 1933, Британский Цейлон — 27 декабря 2016, Коломбо, Шри-Ланка) — шри-ланкийский государственный деятель, премьер-министр Шри-Ланки (2000—2001 и 2005—2010).

## Биография
Обучался праву в Линкольнс-Инн в Великобритании. В 1955 году был избран председателем «Ассоциации студентов Цейлона». По возвращении на родину в 1960 году стал депутатом парламента от троцкистской партии Ланка Сама Самаджа, с 1962 года — член Шри-Ланкийской партии свободы (ШЛПС). Дважды переизбирался в парламент (в 1965 и 1970 годах).
В 1970 году он был назначен заместителем министра юстиции в правительстве Сиримаво Бандаранаике, в 1975 году — министром плантационной промышленности и в 1976 году — одновременно министром юстиции. В 1977 году на парламентских выборах, принёсших ШЛПС поражение, он потерял свой депутатский мандат, а в 1978 году был избран генеральным секретарём ШЛПС. В 1994 году он вновь был избран в парламент и был назначен министром государственного управления, внутренних дел и плантационной промышленности, а также лидером парламентской фракции ШЛПС.
В 2000 году был назначен президентом Чандрикой Кумаратунгой премьер-министром страны после ухода в отставку Сиримаво Бандаранаике и сформировал правительство меньшинства. В октябре 2001 года его правительству был вынесен парламентский вотум недоверия, и его сменил на посту главы кабинета лидер оппозиции Ранил Викрамасингхе. В 2004 году он вновь вошёл в правительство в качестве министра по делам буддистов, общественной безопасности и правопорядка и заместителя министра обороны, а в 2005 году премьер-министр Махинда Раджапаксе, избранный президентом, назначил его премьер-министром Шри-Ланки. Еа этом посту он находился до апреля 2010 года.
Во время своего первого пребывания на посту премьер-министра отказался от переговоров с сепаратистской тамильской группировкой Тигры освобождения Тамил-Илама. Также призвал у изменению политики планирования семьи в Шри-Ланке в сторону стимулирования рождаемости.
Впоследствии также выступал против договоренностей о прекращении огня с тамильскими сепаратистами, даже когда они вступили в силу.
Его сын, Видура Викреманаяке, также стал политиком и избирался в состав парламента Шри-Ланки.
21 декабря 2016 года Викреманаяке был госпитализирован в частную больницу в Коломбо. Умер 27 декабря 2016 года в возрасте 83 лет из-за неустановленной болезни. На момент своей смерти он занимал должность старшего советника президента Майтрипалы Сирисены.